# Mavis Gallant
Mavis Leslie de Trafford Gallant Young, (11 de agosto de 1922 – 18 de fevereiro de 2014) foi uma escritora canadense que passou grande parte da sua vida e carreira na França. Ela é mais famosa por seus contos, além de ter publicado romances, peças e ensaios.

## Avaliação crítica
Grazia Merler observa em seu livro, Mavis Gallant: Narrative Patterns and Devices, que "O desenvolvimento psicológico do personagem não é o coração das histórias de Mavis Gallant, nem é o enredo. O desenvolvimento de situações específicas e a reconstrução do estado de espírito ou do coração são, no entanto, o objetivo principal". Frequentemente, as histórias de Gallant se concentram em homens e mulheres expatriados que se sentem perdidos ou isolados; casamentos que se tornaram frágeis ou miseráveis; vidas que vacilaram e agora pairam na área sombria entre a ilusão, a auto-ilusão e a realidade. Por causa de sua herança e compreensão da história acadiana , ela é frequentemente comparada a Antonine Maillet, considerado um porta-voz da cultura acadiana no Canadá.
Em seu livro crítico Reading Mavis Gallant, Janice Kulyk Keefer diz: "Gallant é uma escritora que nos deslumbra com seu domínio da linguagem, seu uso inovador de formas narrativas, a acuidade de sua inteligência e a contundência de sua sagacidade. também nos desconcerta com sua insistência nas constrições e limitações que dominam a experiência humana".
Em uma revisão de seu trabalho na Books in Canada em 1978, Geoff Hancock afirma que "a ficção de Mavis Gallant está entre as melhores já escritas por um canadense. Mas, como um tesouro enterrado, tanto o autor quanto sua escrita devem ser descobertos". No Canadian Reader, Robert Fulford escreve: "Começa-se a comparar seus melhores momentos aos de grandes figuras da história literária. Nomes como Henry James, Chekhov e George Eliot dançam na mente".

### Descrição do fascismo
O fascismo é um assunto recorrente nas histórias de Gallant. Certa vez, ela descreveu sua coleção de 1973, The Pegnitz Junction, como "um livro sobre a origem do fascismo ... não as causas históricas do fascismo - apenas suas pequenas possibilidades nas pessoas". Os críticos também apontaram a história posterior de Gallant, "Speck's Idea" (1979), como oferecendo um engajamento sustentado com o apelo psicológico do fascismo. A história, que é a obra mais amplamente antologizada de Gallant e foi chamada de "indiscutivelmente sua obra-prima", retrata um negociante de arte na França dos anos 1970 que parece lentamente abraçar o fascismo. Ao mesmo tempo, há detalhes na história que parecem minar sua associação com a ideologia fascista.
De acordo com o crítico Andy Lamey, o protagonista de "A Idéia de Speck" deveria ser visto como um fascista, "mas de um tipo particular, não ideológico". Na década de 1970, a França estava passando por um debate sobre a colaboração do país com seus ocupantes nazistas durante a Segunda Guerra Mundial. Lamey oferece material histórico para sugerir que a história de Gallant é informada por esse debate. Ele caracteriza a "Idéia de Speck" como uma "dramatização de como um segmento da população francesa, que seu personagem central representa, poderia tolerar e desculpar o fascismo por outros motivos que não uma atração profunda pelas idéias fascistas. Esses motivos incluem indiferença e interesse próprio. O protagonista de Gallant, em última análise, ilustra como o fascismo se baseou não apenas em motivações ideológicas, mas também oportunistas".

### Novelas e contos
- The Other Paris (Houghton Mifflin, 1956).
- My Heart Is Broken: Eight Stories and a Short Novel (Random House, 1964).
- The Pegnitz Junction: A Novella and Five Short Stories (1973, ISBN 9780915308606)
- The End of the World and Other Stories (1974, ISBN 9780771091919)
- From the Fifteenth District: A Novella and Eight Short Stories (1979, ISBN 9780771032936)
- Home Truths: Selected Canadian Stories (1981, ISBN 9780771032929)
- Overhead in a Balloon: Stories of Paris (1985, ISBN 9780571154098)
- In Transit: Twenty Stories (1988, ISBN 9780140109177)
- Across the Bridge: Stories (1993, ISBN 9780786701438)
- The Moslem Wife and Other Stories (1994, ISBN 9780771098918)

### Compilações
- The Collected Stories of Mavis Gallant (1996, Random House, ISBN 9780679448860); The Selected Stories of Mavis Gallant (1996, McClelland & Stewart, ISBN 9780771033087).
- Paris Stories (2002, New York Review Books, ISBN 9781590170229)
- Varieties of Exile (2003, New York Review Books, ISBN 9781590170601); Montreal Stories (2004, McClelland & Stewart, ISBN 9780771032776).
- Going Ashore: Stories (2009, McClelland & Stewart, ISBN 9780771035388). 31 histórias não coletadas anteriormente.
- The Cost of Living: Early and Uncollected Stories (2009, New York Review Books, ISBN 9781590173275). 19 histórias de Going Ashore e uma história adicional, "Rose".

### Romances
- Green Water, Green Sky (Houghton Mifflin, 1959).
- A Fairly Good Time (Random House, 1970).

### Reproduz
- What Is to Be Done?, 1983 (ISBN 9780864950314)

### Não ficção
- Paris Notebooks: Essays and Reviews, 1986 (ISBN 9780771596100)

## Morte
Mavis morreu em 18 de fevereiro de 2014 no seu apartamento em Paris.